# خیرالله صندوقچه اسرار
خیرالله و صندوقچه اسرار یک مجموعه تلویزیونی محصول سال ۱۳۷۲–۱۳۶۹ به کارگردانی داریوش مؤدبیان و کارگردانی تلویزیونی حسین فردرو، نویسندگی علی بهروزنسب و تهیه‌کنندگی داریوش مؤدبیان و حسین فردرو می‌باشد که در سال ۱۳۷۲ از شبکه دو پخش شد..
خیرالله رفتگر با ذوق و خوش مرامی است که در یکی از محلات قدیمی تهران به رفتگری مشغول است. در هر قسمت اتفاقاتی که در سالهای دور و در زمان قبل از انقلاب در محل افتاده است را روایت می‌کند…

## بازیگران
- اکبر رحمتی در نقش «مش‌خیرالله»
- عنایت‌الله بخشی اپیزود «جامه عمل»
- سروش خلیلی اپیزود «شتر و پنبه دانه»
- فتحعلی اویسی اپیزود «ماشالله پسر شمشیر»
- نعمت‌الله گرجی اپیزود «قالیچه کاشی»
- مهری مهرنیا اپیزود «شتر و پنبه دانه»
- ناصر گیتی‌جاه اپیزود «ماشالله پسر شمشیر»
- حمید عبدالملکی اپیزود «جامه عمل»
- منصور والامقام اپیزودهای «جامه عمل» و «ماشالله پسر شمشیر»
- فرهنگ مهرپرور اپیزود «شتر و پنبه دانه»
- مریم هژیروند
- مهرانه مهین ترابی اپیزود «شتر و پنبه دانه»
- داریوش رضوانی اپیزود «ماشالله پسر شمشیر»
- حمید جبلی اپیزود «قالیچه کاشی»
- داریوش مؤدبیان  اپیزود «جامه عمل»
- رقیه چهره‌آزاد اپیزود «شتر و پنبه دانه»
- فردوس کاویانی اپیزودهای «جامه عمل» و «شتر و پنبه دانه»
- محمود بنفشه‌خواه اپیزود «شتر و پنبه دانه»
- هایده حائری اپیزود «شتر و پنبه دانه»
- بیوک میرزایی اپیزود «ماشالله پسر شمشیر»
- محمدعلی ورشوچی اپیزود «جامه عمل» و «ماشالله پسر شمشیر»
- فاطمه طاهری
- رضا بنفشه‌خواه اپیزود «شتر و پنبه دانه»
- سوسن مقصودلو
- علی نصیریان اپیزود «ماشالله پسر شمشیر»
- ابراهیم‌آبادی اپیزود «شتر و پنبه دانه»
- اکبر عبدی اپیزود «قالیچه کاشی»
- مهوش افشارپناه
- آتش تقی‌پور
- نجفعلی هادی
- هوشنگ بهشتی
- کسری بهروزی نسب
- عنایت شفیعی
- عباس محبی
- صفر کشکولی
- غلامحسین لطفی
- محمد کدخدایی
- منوچهر آذری
- زهرا دانش نیا
- توران قادری
- اسفندیار قره باغی
- محمدرضا حقگو
- روح‌الله مفیدی
- علی رامز
- محمود بنفشه‌خواه
- عیسی صفایی